# José María Rodríguez Vaquero
José María Rodríguez Vaquero, dit Chema Rodríguez, né le 5 janvier 1980 à Palencia, est un handballeur international espagnol, ayant évolué au poste de demi-centre.
Reconverti entraîneur, il dirige le club portugais de Benfica (jusqu'à l'été 2023) et la sélection nationale hongroise depuis mars 2022 après en avoir été adjoint pendant 3 ans.

## Résultats

### En club
Compétitions internationales
- Ligue des champions
  - Vainqueur (2) : 2008, 2009
  - Finaliste (4) : 2011, 2012, 2015, 2016
- Finaliste de la Coupe des vainqueurs de coupe (1) : 2004 et 2006 (avec BM Valladolid)
- Vainqueur de la Supercoupe d'Europe (1) : 2007
- Vainqueur de la Coupe du monde des clubs (1) : 2010

Compétitions régionales
- Vainqueur de la Ligue SEHA (2) : 2015, 2016

Compétitions nationales
- Championnat d'Espagne
  - Vainqueur (3) : 2008, 2009, 2010
  - Vice-champion (2) : 2011 et 2012,
- Vainqueur de la Coupe ASOBAL (3) : 2002-03 (avec BM Valladolid), 2008 , 2009
- Vainqueur de la Coupe du Roi (4) : 2004-05, 2005-06(avec BM Valladolid), 2007-08, 2011-12
- Vainqueur de la Supercoupe d'Espagne (2) : 2007-08, 2008-09
- Vainqueur du Championnat de Hongrie (4) : 2013, 2014, 2015, 2016
- Vainqueur de la Coupe de Hongrie (4) : 2013, 2014, 2015, 2016

### En équipe nationale
Championnats du monde
- Médaille d'or au Championnat du monde 2005,  Tunisie
- 7e place au Championnat du monde 2007,  Allemagne
- Médaille de bronze au Championnat du monde 2011,  Suède
- 5e place Médaille de bronze au Championnat du monde 2015,  Qatar

Championnats d'Europe
- Médaille d'argent au Championnat d'Europe 2006,  Suisse
- 9e place au Championnat d'Europe 2008,  Norvège
- 6e place au Championnat d'Europe 2010,  Autriche

Autres
- Médaille d’or aux Jeux méditerranéens de 2005 à Almería,   Espagne
- Médaille d'argent au Championnat du monde junior en 2001 (da)

## Galerie

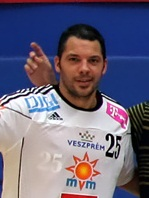
Avec Veszprém en 2013
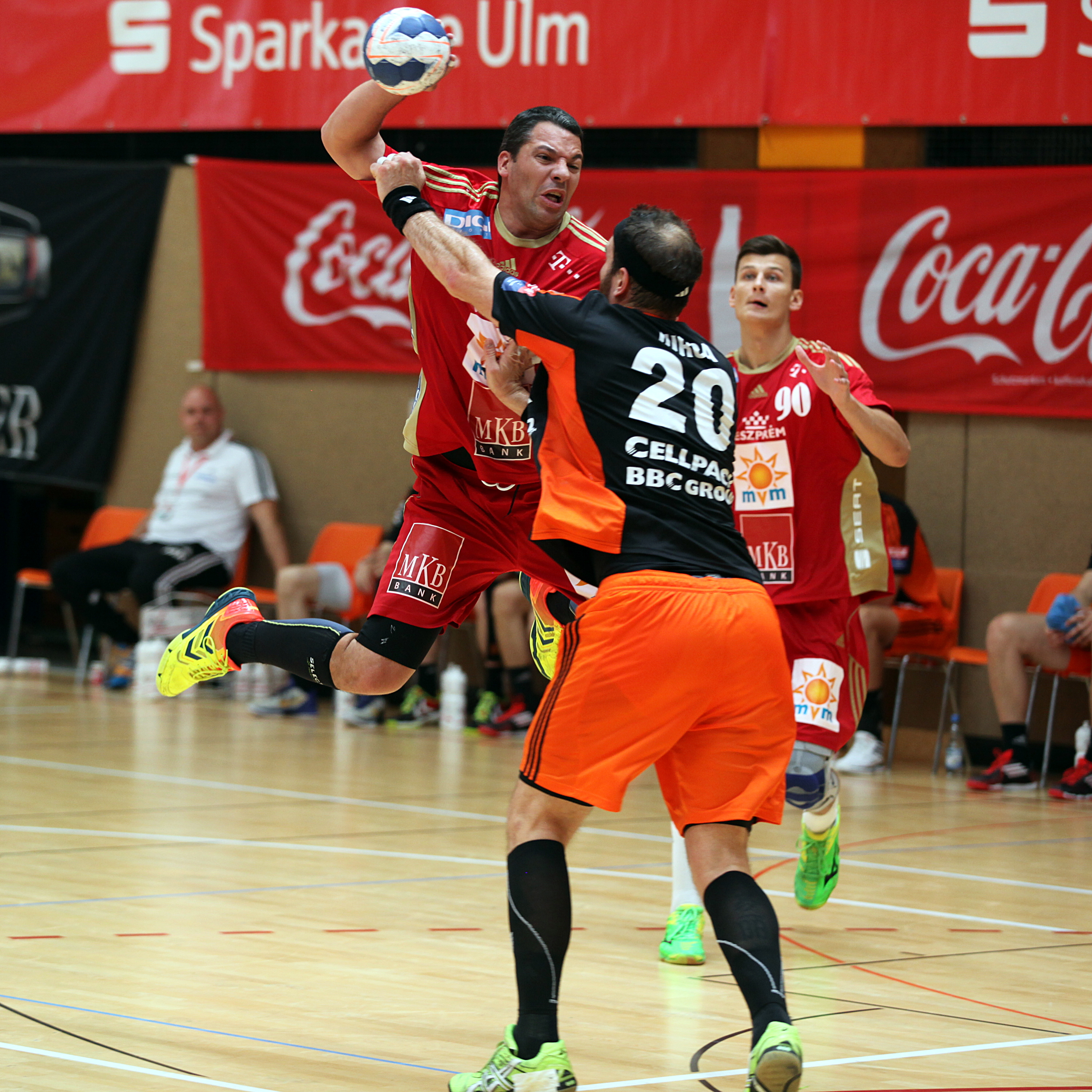
Avec Veszprém en 2014
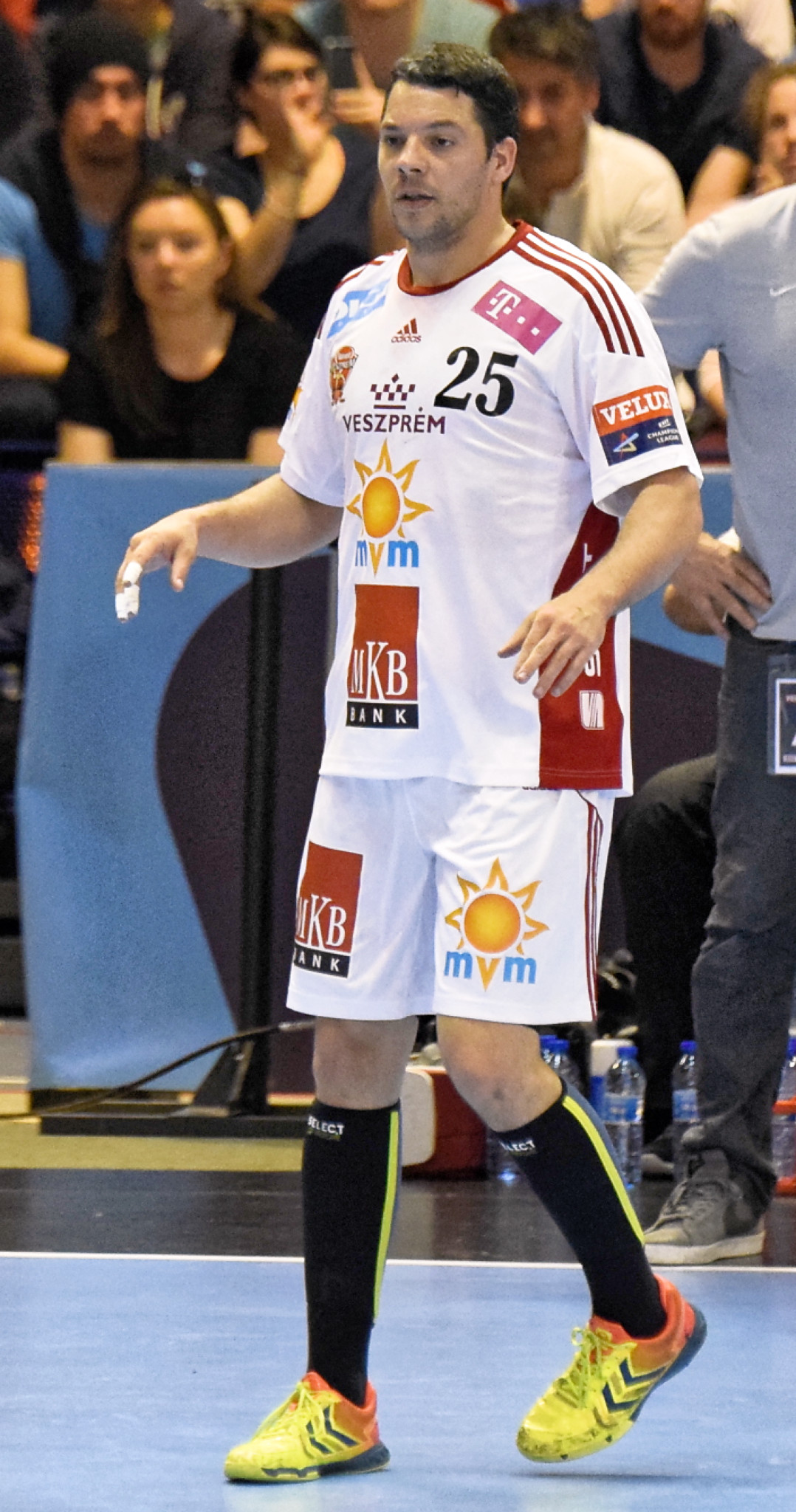
Avec Veszprém en 2015
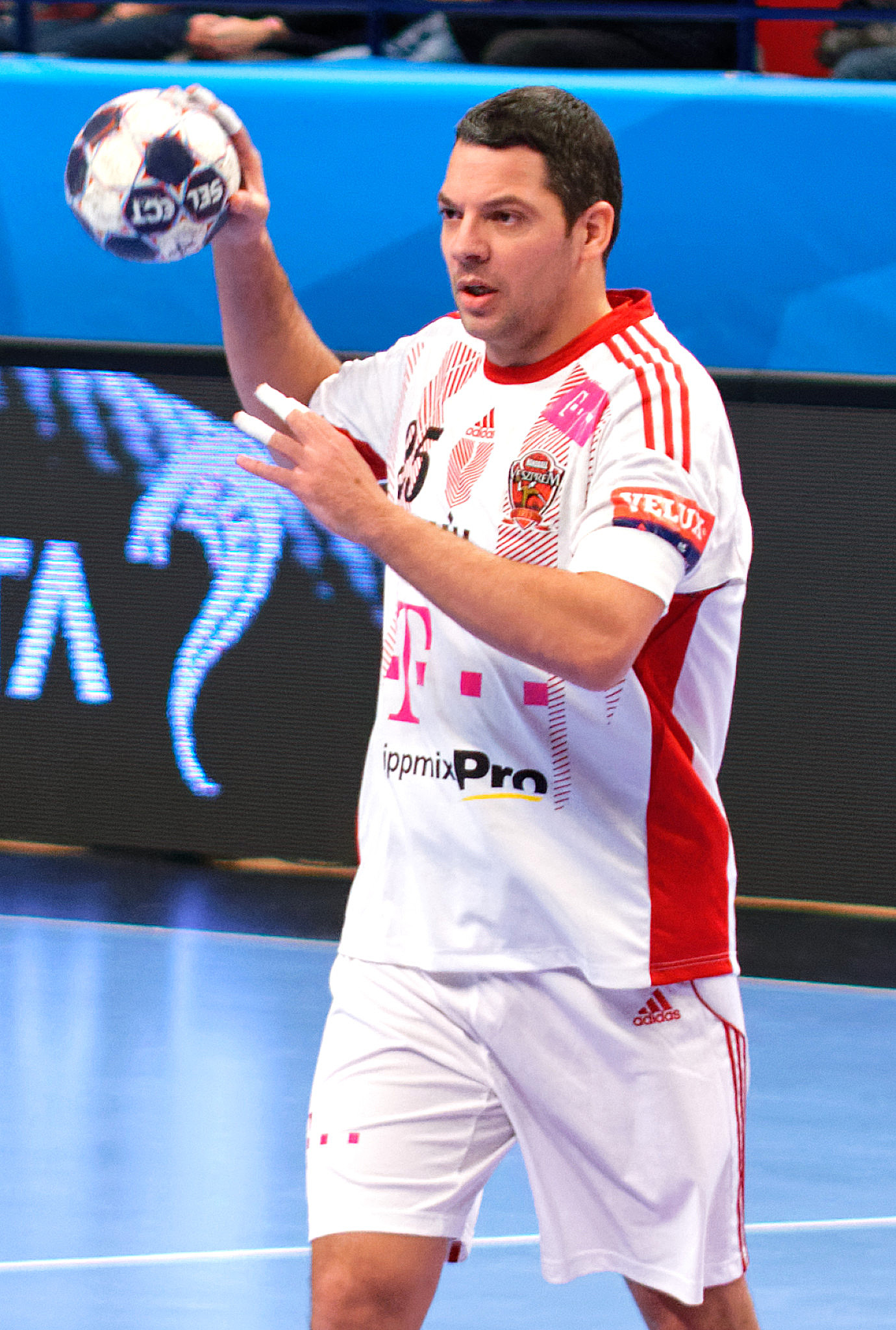
Avec Veszprém en 2016
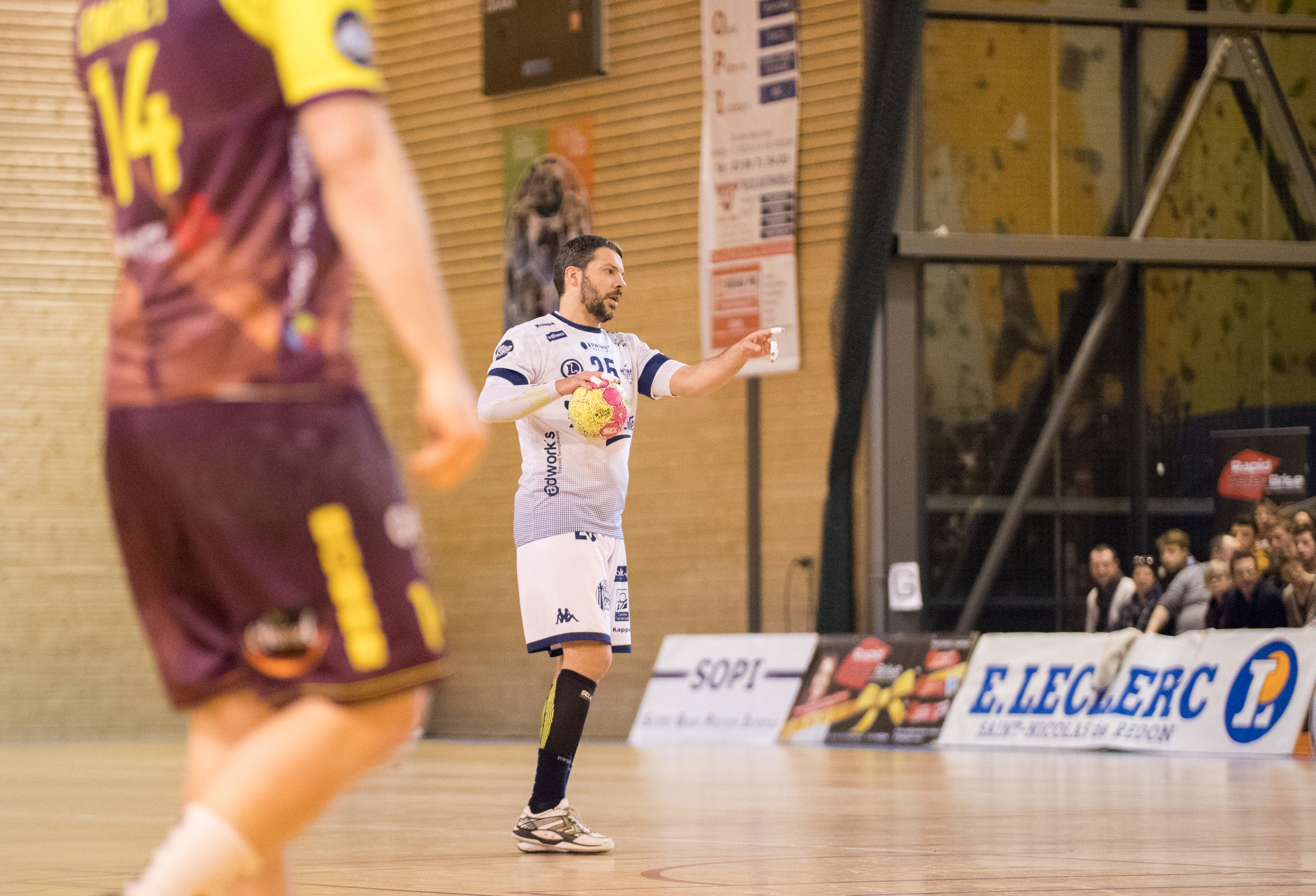
Avec Saran en 2018.